# SAMIL

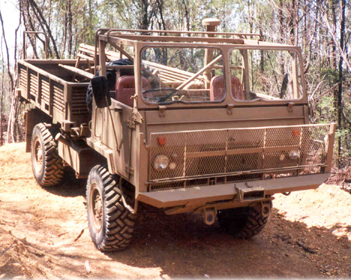
SAMIL 20

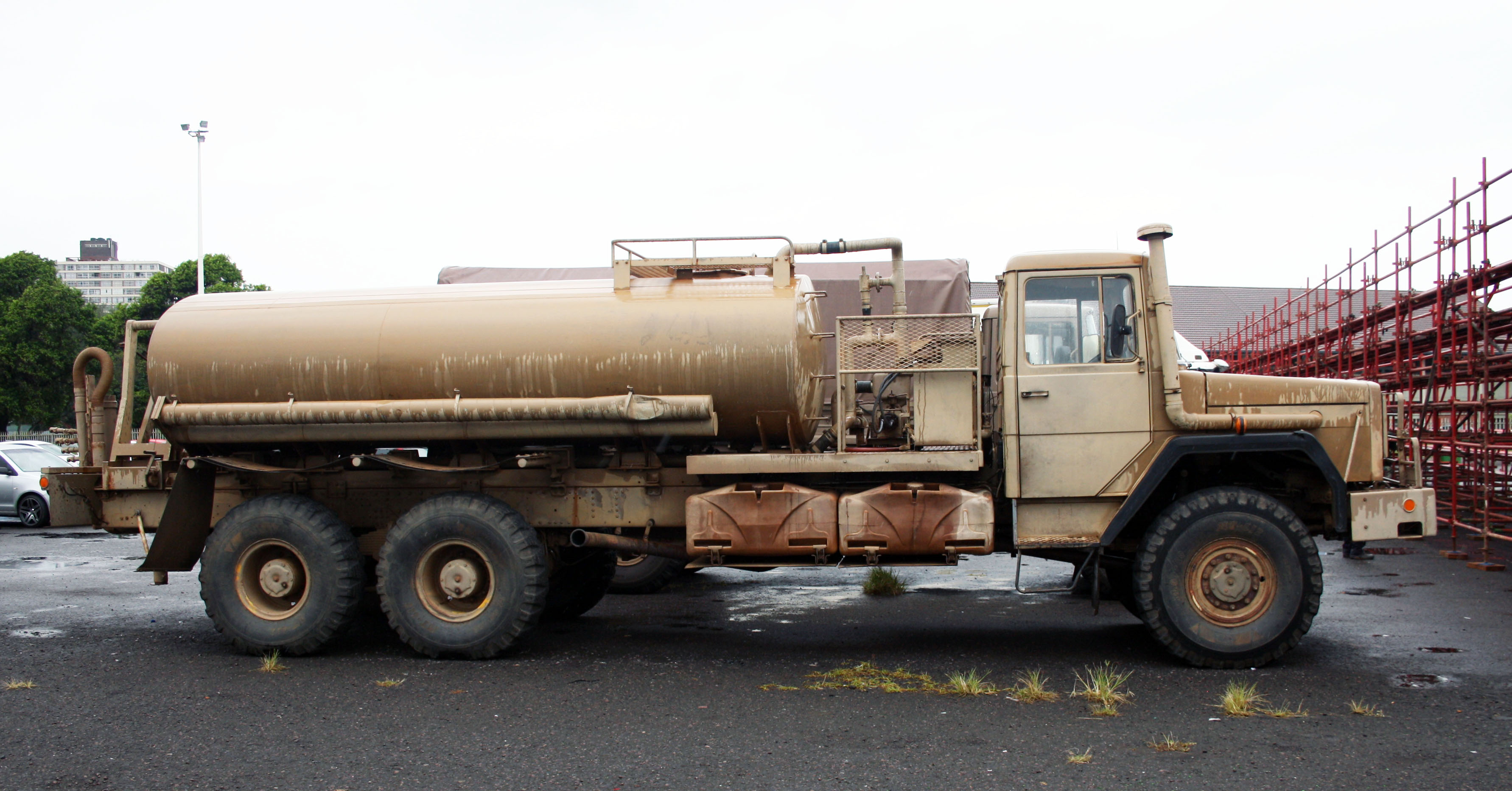
SAMIL 100

Ciężarówki SAMIL (South African MILitary) są standardowymi pojazdami transportowymi oddziałów logistyki w South African National Defence Force. Cywilna wersja tych ciężarówek nazywa się SAMAG (South African MAGirus). Produkcję tych pojazdów zakończono w 1998 roku.

## Modele
- SAMIL 20
- SAMIL 50
- SAMIL 100